# 작전계획 5027
작전계획 5027(영어: Operational Plan 5027; OPLAN 5027)은 1974년 처음 만들어진 대한민국 국군의 단계별 작전 계획이다. 주로 짧게 작계 5027이라 부르며, 숫자에서 50은 태평양 지역을 가리킨다.

## 개요
한반도 내에 대한민국과 조선인민군의 전쟁 재개 상황에서 한미연합군이 조선인민군을 이기고, 대한민국 주도의 통일을 이루기까지의 내용이 서술되어 있다. 전부 6단계로 구성되어 있으며, 대한민국 국군의 방어·반격·수복과 관련된 내용이 포함되어 있다. 2010년 현재 대한민국 국군의 작전계획 5027에는 미군이 전쟁 후 90일 안에 병력 69만명, 5척의 항공모함, 함정 160여척, 항공기 2500여대를 한반도에 파견하는 걸로 나와 있다.
1994년 이후로는 미군 주도로 2년마다 개정되고 있으며, 대한민국의 전시작전권 환수가 완료되고 한미연합군사령부가 해체되면, 작전계획 5027은 자동폐기될 것이다.

## 유출
전직 안기부 박모 대북공작원은 베이징에서 북한 공작원들에게 2005~2007년 사이에 작전계획 502에 있는 특정 군단과 특정 사단의 일부 내용을 쪽지와 직접 말을 통해 전달하였다. 참모장이 전달한 내용 중의 일부는 전쟁 발생시 군단·사단 파견 규모, 부대 배치, 진격 경로와 같은 군사기밀이 포함되어 있다.
2005년 한 부사관에 의해 개인 노트북에 저장된 작전계획 등의 군사비밀 자료에 인터넷에 접속했다가 유출되었다. 2009년 11월에는 원본은 아니지만, 전입 장교를 위한 교육용 작전계획 설명자료가 유출되었다. 관계자는 11월 한미연합사령부에 근무하는 한국측 장교가 행정업무를 본 후, 인트라넷에서 인터넷으로 네트워크를 전환한 뒤 USB 메모리를 빼지 않았다가 해킹되어 유출된 것으로 보인다고 전했다.

## 다른 50계열 작전계획
- OPLAN 5026 - 1993~4년 1차 북한 핵위기 당시 적용 검토된 작전계획으로 북핵 위기시 핵기지를 정밀공습한다. 다만 작전계획 5027과는 달리 북한과의 전면전은 피하며 남한에 직접적인 타격을 줄 수 있는 인민군 전연군단 포병여단 등이 제거대상에 포함된다.
- OPLAN 5028 - 북한의 우발적인 행동으로 전쟁으로 번지는 것을 방지한다.
- OPLAN 5029 - 2005년 6월 대한민국 정부의 반대로 중단된 작전계획으로, 5028과 연계되어 북한의 우발적 행동에 의한 전쟁 확산을 대비한다.
- OPLAN 5030 - 제5공군과 제7함대의 정찰기와 함선으로 북한에 근접하여 영공, 영해를 봉쇄하여 대응을 이끌어낸다.

## 같이 보기
- 작전계획 5029
- 남북통일

## 참고
1. 1 2  이명진; 손진석 (2010년 6월 5일). “'작계 5027' 北에 넘어갔다”. 조선일보. 2010년 6월 5일에 확인함.
2. ↑  김도형 (2006년 9월 12일). “연합사 해체뒤 작계 5027 폐기돼도…”. 한겨레. 2012년 1월 13일에 확인함.
3. ↑  이명진; 손진석 (2010년 6월 5일). “戰時 병력 배치, 이동 경로까지 北 손에… "천안함보다 더 충격"”. 조선일보. 2010년 6월 5일에 확인함.
4. ↑  권혁철 (2009년 12월 18일). “'작계 5027'설명자료 해킹당해”. 한겨레. 2011년 1월 13일에 확인함.

- “OPLAN 5027 Major Theater War - West” (영어). globalsecurity.org. 2015년 3월 30일에 확인함.